# یوآخیم فون کورتسفلایش
یوآخیم اتو آگوست آخ‌آتیوس فون کورتسفلایش (به آلمانی: Joachim von Kortzfleisch) (3 ژانویه ۱۸۹۰ – ۲۰ آوریل ۱۹۴۵) یک نظامی آلمانی در دوره امپراتوری آلمان، جمهوری وایمار و رایش سوم بود که فرماندهی واحدهای مختلفی را در جنگ جهانی دوم بر عهده داشت.

## سال‌های اولیه زندگی
یوآخیم فون کورتسفلایش در یک خانواده اشرافی وستفالی در براونشوایگ در دوک‌نشین براونشوایگ زاده شد. پدر او گوستاو فون کورتسفلایش سرتیپ ارتش امپراتوری آلمان و فرمانده منطقه آموزش نظامی پوزن بود. در ۱۷ نوامبر سال ۱۹۲۱ با ایدلگارد فون زاکن، دختر یک زمین‌دار اشرافی ازدواج کرد. حاصل این ازدواج یک پسر به نام زیگفرید بود.
او ۸ سپتامبر سال ۱۹۰۷ به عنوان داوطلب دو ساله به نیروی زمینی ارتش امپراتوری آلمان ملحق شد و با درجه گروهبانی در تیپ ۴ حفاظت گرندیر ملکه آگوستا در برلین قرار گرفت. پس از ورود به دانشکده افسری درجه ستوان دومی به او اعطا گردید. پیش از آغاز جنگ در یک واحد تیربار در کونینسبرگ حضور داشت. در جنگ جهانی اول در گردان‌های مختلف تیربار خدمت نمود. در سال ۱۹۱۶ با درجه سروانی وارد ستاد لشکر اول پیاده‌نظام شد. کورتسفلایش در جریان همین نبردها چندین بار زخم‌های جزئی برداشت.
پس از پایان جنگ به رایشسور، ارتش محدود صد هزار نفری آلمان پیوست و تا سال ۱۹۲۷ پست فرماندهی گردان‌های مختلف در تیپ ۱ پیاده‌نظام‌نظام را دریافت نمود و سپس به گردان ۷ پیاده‌نظام‌منتقل شد. مدتی را مشغول تدریس در دانشکده پیاده‌نظام در درسدن بود. اول آوریل ۱۹۲۸ راهی ستاد گروه ارتش ۲ در کاسل شد درحالیکه به شکل همزمان فرماندهی دانشکده پیاده‌نظام را نیز در اختیار داشت. اول اکتبر ۱۹۳۰ وارد ستاد گردان آموزشی تیپ ۱۷ پیاده‌نظام در تسله شد. در فوریه ۱۹۳۲ به فرماندهی گردان ۳، تیپ ۱۷ پیاده‌نظام در گسلار و در اکتبر ۱۹۳۳ به فرماندهی استحکامات در اوپوله منصوب شد. با گسترش رایشسور در اکتبر سال ۱۹۳۴ به فرماندهی مرزبانی در منطقه اوپوله رسید. سال ۱۹۳۵ فرماندهی تیپ ۳ پیاده‌نظام در دویچ آیلاو را عهده‌دار بود.

## جنگ جهانی دوم
پیش از آغاز جنگ جهانی دوم با درجه سرلشکری فرماندهی لشکر اول پیاده‌نظام را بر عهده گرفت و با شروع جنگ با واحد خود به عنوان بخشی از ارتش سوم لهستان را مورد هجوم قرار داد. اول مارس ۱۹۴۰ به درجه سرلشکری ارتقا یافته و به فرماندهی سپاه ۱۱ رسید. جهت مهارت در فرماندهی واحد خود در نبرد فرانسه در ماه اوت درجه سپهبدی (ژنرال پیاده‌نظام) و در اول سپتامبر همان سال نشان صلیب شوالیه آهنین را دریافت کرد.
سال ۱۹۴۱ به همراه واحد خود عازم نبردهای بالکان و سپس به عنوان بخشی از گروه ارتش جنوب در عملیات بارباروسا به کار برده شد. برای مدت کوتاهی در میانه سال ۱۹۴۲ فرماندهی سپاه ۴۳ به او اعطا گردید و سپس تا ماه مارس سال ۱۹۴۳ در زمره افسران ذخیره ارتش قرار گرفت. پس از خدمت چند هفته ای در دادگاه نظامی ارتش، از ماه مارس این بار در جایگاه فرمانده منطقه نظامی شماره سه (برلین) حضور یافت.
ترفیع درجه
- ۲۷ ژانویه ۱۹۰۹:[۲] ستوان دوم
- ۲۴ دسامبر ۱۹۱۴:[۲] ستوان یکم
- ۱۸ اوت ۱۹۱۶:[۲] سروان
- ۱ ژانویه ۱۹۲۸:[۲] سرگرد
- ۱ فوریه ۱۹۳۲:[۲] سرهنگ دوم
- ۱ مه ۱۹۳۴:[۲] سرهنگ
- ۱ اوت ۱۹۳۷:[۲] سرتیپ
- ۱ ژوئن ۱۹۳۹:[۲] سرلشکر
- ۱ اوت ۱۹۴۰:[۲] سپهبد (ژنرال پیاده‌نظام)

### کودتای ۲۰ ژوئیه
بیستم ژوئیه سال ۱۹۴۴ توسط ارتشبد فریدریش فروم به بندلربلاک احضار شد. هنگامی که به محل رسید متوجه شد فروم توسط کودتاچیان دستگیر شده است. او با عصانیت و با اشاره به این که پیشوا نمرده است و او قسم وفاداری خود نسبت به او را زیر پا نخواهد گذاشت، از پذیرش فرمان سپهبد فریدریش اولبریخت، یکی از رهبران کودتا در رابطه با عملیات والکوره سر باز زد تا خود او نیز دستگیر شود. گفته می‌شود با وجود فشار شدید، عدم اطاعت او در این زمینه ضربه سختی به کودتاچیان در راه موفقیت وارد کرد. گفته می‌شود این اقدام به جهت پایبندی سفت و سخت او به اصول ناسیونال سوسیالیسم بوده است. سران کودتا سرلشکر کارل فرایهر فون تونگن را به جای او در فرماندهی منطقه نظامی گماشتند. کورتسفلایش مدتی بعد آزاد شد و اجازه یافت ساختمان را ترک کند. پس از شکست کودتا و دستگیری عده زیادی در این رابطه، کورتسفلایش با بازگردانده شدن به مقام پیشین خود در بازجویی از این افراد مشارکت داشت. سرهنگ کلاوس فون اشتاوفنبرگ، یکی از عوامل اصلی کودتا دارای نسبت دوری با کورتسفلایش بود.
در صحنه ای از فیلم والکیری در ارتباط با موضوع کودتا ۲۰ ژوئیه، یک افسر بلندپایه آلمانی با بازیگری ایان مک‌نیس پس از آن که سراغ ژنرال فروم را می‌گیرد توسط کودتاگران به همکاری فراخوانده می‌شود اما با فریاد زدن این که پیشوا نمرده است، توسط کودتاگران دستگیر می‌شود. به نظر می‌رسد این فرد با وجود داشتن جثه ای چاق و نداشتن شباهت ظاهری چندان با کورتسفلایش، نشان گر اوست.

### پایان جنگ
اواخر ماه ژانویه سال ۱۹۴۵ کورتسفلایش از مقام خود کنار نهاده و مجدداً به بخش افسران ذخیره ارتش منتقل شد. ماه مارس همان سال او فرماندهی نیروهای مدافع رود راین بین کوبلنتس و دوسلدورف به عنوان بخشی از گروه ارتش بی را بر عهده گرفته بود. نهایتاً ۲۰ آوریل سال ۱۹۴۵ میلادی در منطقه تحت محاصره روهر، توسط نیروهای گشتی دشمن شناسایی و در اشمالنبرگ به محاصره درآمد. درحالیکه پیشنهاد تسلیم را رد کرده بود و با سلاح از خود دفاع می‌کرد، هنگام ادای احترام به هیتلر به ضرب گلوله قوای آمریکایی در سینه خود کشته شد. جسد در قبرستان قربانیان جنگ در بروینا دفن شد.

## نشان‌ها
- صلیب آهنین درجه دو و یک: ۱۹۱۴
- گیره صلب آهنین درجه دو و یک
- صلیب شوالیه آهنین: ۴ سپتامبر ۱۹۴۰
- صلیب آلمانی نقره‌ای: ۳۰ دسامبر ۱۹43[۳]

## مناصب
| مناصب نظامی              | مناصب نظامی                                              | مناصب نظامی              |
| ------------------------ | -------------------------------------------------------- | ------------------------ |
| پیشین: سرلشکر والتر شروت | فرمانده لشکر اول پیاده‌نظام ۱ ژانویه ۱۹۳۸ – ۱۴ آوریل ۱۹۴۰ | پسین: سرلشکر فیلیپ کلفل  |
| پیشین: سپهبد امیل لیب    | فرمانده سپاه ۱۱ ۱ مارس ۱۹۴۰ – ۶ اکتبر ۱۹۴۱               | پسین: سپهبد اویگن اوت    |
| پیشین: سپهبد اویگن اوت   | فرمانده سپاه ۱۱ ۱۰ دسامبر ۱۹۴۱ – ۱ ژوئن ۱۹۴۲             | پسین: ارتشبد کارل استرکر |
| پیشین: سپهبد کورت برنک   | فرمانده سپاه ۴۳ ۲۸ ژوئن ۱۹۴۲–۱۵ اوت ۱۹۴۲                 | پسین: سپهبد کورت برنک    |